# Лафайетт-авеню (линия Фултон-стрит, Ай-эн-ди)
|   |     |     |     |     |   |
| · | · л | · э | · э | · л | · |

|   |     |     |     |     |   |
| · | · л | · э | · э | · л | · |

«Лафайетт-авеню» (англ. Lafayette Avenue) — станция Нью-Йоркского метрополитена, расположенная на линии Фултон-стрит, Ай-эн-ди. Станция находится в Бруклине, в районе Форт-Грин, на пересечении Саут-Портленд-авеню и Фултон-стрит. На станции останавливаются маршруты A (ночью) и C (круглосуточно, кроме ночи). Станцию проходит без остановки маршрут A (круглосуточно, кроме ночи).
Станция локальная, представлена четырьмя путями и двумя боковыми платформами, обслуживающими только локальные пути. Имеются мезонины, где расположен турникетный павильон. Станция имеет четыре выхода — на Грин-авеню, Саут-Портленд-авеню, Саут-Оксфорд-стрит и к Хансон-плейс. Несмотря на название станции прямого выхода к Лафайет-авеню нет — эта улица расположена в квартале от ближайшего к ней выхода. Станция отделана в зелёных тонах. Помимо чёрных табличек на колоннах, название станции представлено ещё и на стенах в виде мозаики.
К югу от станции расположены съезды, а также два тупика (на данный момент ничего из этого не используется). Также, в непосредственной близости от станции расположена другая станция Fulton Street на IND Crosstown Line. Несмотря на близость расположения, прямого перехода между станциями нет, хотя переход иногда изображают на картах.

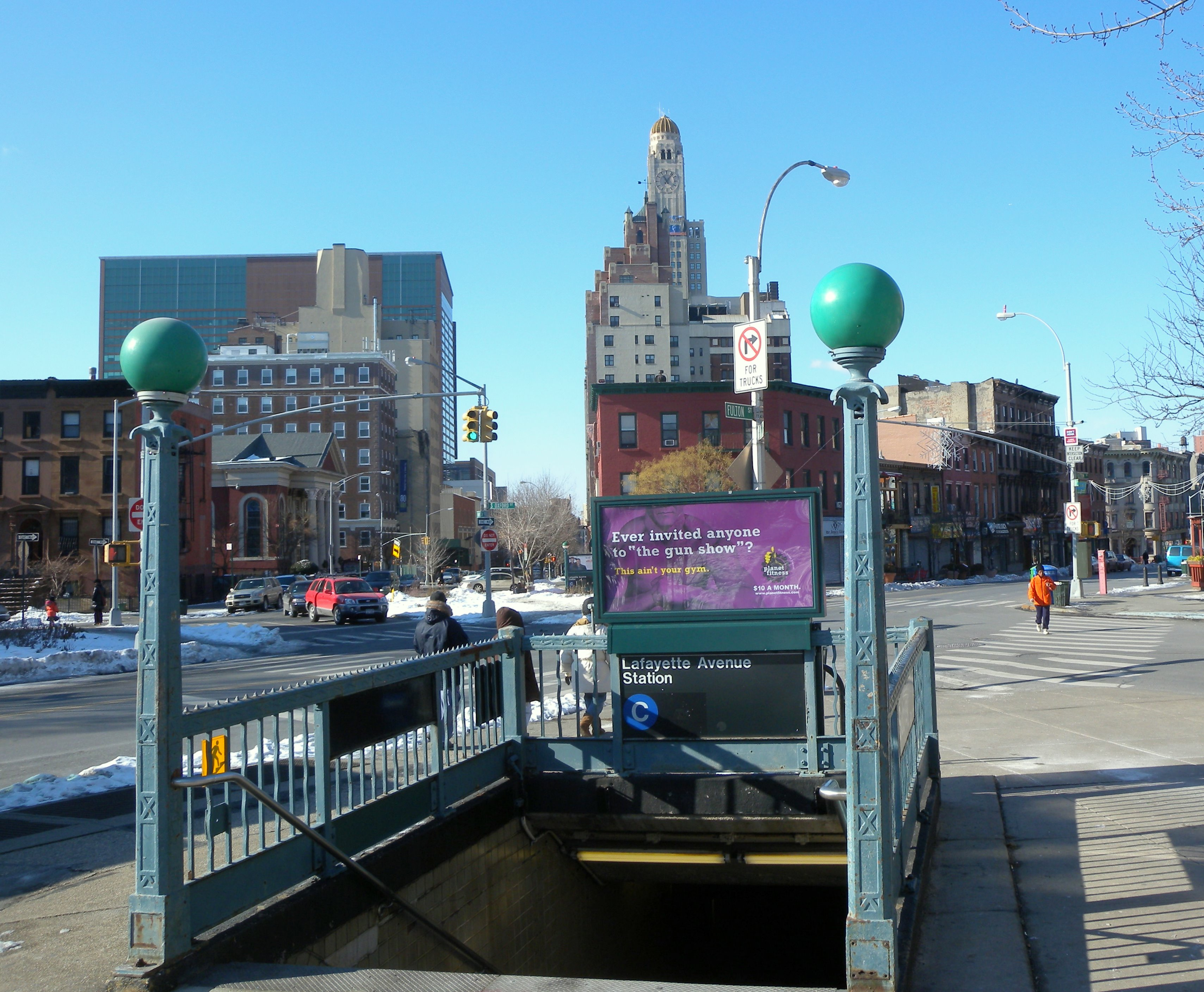
Один из входов